# ゆめゆめ
「ゆめゆめ」は、日本のボカロP・DECO*27による3枚目のシングルおよびVOCALOID楽曲。表題曲は、シングル発売に先行して、2012年1月12日に発表され、ボーカルシンセサイザー・初音ミクが歌唱する。

## 収録曲
表題曲「ゆめゆめ」は、本アルバムリリース前の同年3月8日に発売された3DS用ソフト『初音ミク and Future Stars Project mirai』の主題歌として制作された。初回限定盤はDVDが付属している。ジャケットイラストをはakkaが担当した。
1. ゆめゆめ [3:40]
歌：DECO*27 feat.初音ミク
作詞・作曲・編曲：DECO*27
『初音ミク and Future Stars Project mirai』の主題歌に採用されたという事もあり、「未来」や「希望」がテーマになっている[1]。
前作までと異なり、音程等を人間が歌う事を想定して書かれていたり、ティンパニの音色を取り入れる等、冒険を試みている[1]。
DECO*27によれば、従来のギターはレスポールジュニアやES-339 Ebonyだったが、今作は音色を突き詰めるためフェンダーテレキャスターに変更したという[1]。
2. ゆめゆめ（Instrumental）
3. ゆめゆめ（sasakure.UK ElectricSheep Remix）
sasakure.UKによるリミックス。
4. 二息歩行（fhana Quantum Remix） [3:14]
fhanaによるリミックス。
5. 愛言葉 （i-dep 2467 Remix） [6:29]
i-depによるリミックス。